# Jarl Stanzén
Jarl Gustaf Oscar Stanzén, född 20 maj 1879 i Bollnäs församling, Gävleborgs län, död 1969 i Malmö, var en svensk väg- och vattenbyggnadsingenjör.
Stanzén, som var son till kaptenen i Väg- och vattenbyggnadskåren Oscar Stanzén och Clara Söderhjelm, avlade studentexamen i Stockholm 1900 och utexaminerades från Kungliga Tekniska högskolan 1904. Han var biträdande ingenjör vid Statens Järnvägar 1905–1906, ingenjör vid den av Erik Winell ledda Kommunikationstekniska byrån i Stockholm 1906–1907, vid Stockholms stads slakthusbyggnad 1907–1908, underingenjör vid Statens Järnvägar i Malmö 1909, underingenjör i Luleå 1910–1912, baningenjör i Kiruna 1912–1916, tillförordnad förste baningenjör i Falköping 1917–1923, baningenjör 1923–1933 och därefter förste baningenjör till pensioneringen 1944.
Stanzén var ledamot av hamndirektionen i Luleå stad 1911–1912, av byggnadsnämnden i Falköpings stad 1918–1925, i vattenledningsstyrelsen 1919–1923, ordförande 1923–1925 och ledamot av stadsfullmäktige 1919–1925.